# Туран (газета, Россия)
«Туран» — еженедельная газета для мигрантов из Узбекистана, Кыргызстана и Таджикистана, выходившая в Санкт-Петербурге с 2011 по 2016 год. Была первой газетой такого рода в Санкт-Петербурге.

## История
Первый выпуск газеты состоялся 24 февраля 2011 года. В качестве названия газеты было выбрано слово «Туран», в прошлом обозначавшее всю Среднюю Азию. По словам главного редактора, основной целью издания была помощь приезжим из Средней Азии в соблюдении российских законов и адаптации к условиям жизни и работы в Петербурге. Газета выпускалась по четвергам для распространения её перед пятничными молитвами у мусульман. Материалы газеты публиковались параллельно на русском и узбекском языках, некоторые публикации переводились также на таджикский и киргизский языки. По состоянию на 2014 год была крупнейшей по тиражу газетой для мигрантов в России. Выпуск газеты прекратился в начале 2016 года в связи с прекращением деятельности «Фонда помощи трудовым мигрантам из Средней Азии», финансировавшего издание.

## Постоянные рубрики
По данным с сайта газеты на 2015 год:
- Новости Санкт-Петербурга, России и Средней Азии (Узбекистана, Таджикистана, Кыргызстана).
- Русско-узбекско-таджикский разговорник.
- «Важно знать» — актуальная информация от Управления Федеральной миграционной службы, практические советы.
- Информация о культурных мероприятиях Санкт-Петербурга.
- «Слово редактора» — полезные советы от Махмута Маматмуминова.
- Телефоны и адреса «первой необходимости» для мигрантов в Санкт-Петербурге.
- «Колонка юриста».
- Читательская рубрика «Проверено на себе».
- «Знакомство с Петербургом» — о культуре и традициях города.
- «Зри в корень» — о русских пословицах, поговорках, обычаях, поверьях, приметах и т. п.
- «Планета Земля» — познавательная рубрика о красивейших местах мира, чудесах света и т. п.
- «Жизнь» — истории из жизни мигрантов в России.
- «Наши земляки» — о знаменитых уроженцах Узбекистана, Таджикистана и Кыргызстана.
- «Вкусные истории» — рецепты национальных блюд.
- «Для женщин».
- «Искусство» — о видах искусства, произведениях искусства и их создателях.

## Ключевые фигуры
- Учредитель — Игорь Николаевич Белоусов, петербургский бизнесмен, основатель «Фонда помощи трудовым мигрантам из Средней Азии».
- Главный редактор — Махмут Убайдуллаевич Маматмуминов[6][4], председатель «Фонда помощи трудовым мигрантам из Средней Азии». Приехал в Санкт-Петербург из Кыргызстана. Уроженец города Ош[7], по образованию товаровед[8] (по другим данным, кулинар[9]), к августу 2012 года имел российское гражданство[7].

## Общие сведения
- Формат — А3
- Тираж — 15000 экз.[4]
- Объём — 12 полос
- Периодичность — раз в неделю[4].

## Проекты газеты «Туран»
При участии редакции газеты был подготовлен выпуск детской книги «Добрая книжка о дружбе», которая учит понимать представителей других национальностей, жить с ними в мире и согласии. Бесплатная раздача книги состоялась на Дворцовой площади в Международный день защиты детей 1 июня 2011 года.